# Quinto Claudio Quadrigario
Quinto Claudio Quadrigario (in latino Quintus Claudius Quadrigarius; II secolo a.C. – I secolo a.C.) è stato uno storico romano del periodo tra la fine del II e gli inizi del I secolo a.C.

## Biografia
Appartenente alla gens Claudia, nacque probabilmente nell'Italia settentrionale. Vissuto nel periodo tardo repubblicano, durante le lotte tra populares ed optimates, tra i tentativi di riforma dei Gracchi e la guerra civile romana tra mariani e Silla, non si impegnò mai in politica, poiché il suo interesse come storiografo si focalizzava più sulla glorificazione delle gesta della sua famiglia e sulla narrazione retorica di battaglie.

## Opere
Scrisse un'opera storica, gli Annali, di cui sopravvivono alcuni brani, importanti per la loro ricchezza in termini stilistici. L'opera comprendeva almeno 24 libri, trattando brevemente il periodo regio e in modo più ampio il racconto dalle guerre puniche in poi fino al 70 a.C. circa.
Sebbene si occupasse di un periodo storico piuttosto ampio, la sua opera non risulta di grande aiuto nell'ambito dei moderni studi storici, a causa dei suoi intenti puramente letterariː la tradizione annalistica stava, infatti, perdendo le sue caratteristiche di attività storiografico-politica, che si rivolgeva piuttosto ad altre forme storiografiche, per divenire sempre più romanzata e retorica, come, tra l'altro, dimostra la citazione da parte di Aulo Gellio di un ampio brano sul combattimento di Torquato e un gallo.
Dai pochi frammenti conservatisi (90, di cui solo 16 frammenti di una certa ampiezza) si può notare come Quadrigario preferisse concentrarsi su episodi a effetto, in una ricerca di amplificatio rispetto ad altri annalisti, soffermandosi sulla politica interna di Roma solo in alcuni casi, come, ad esempio, la rivolta di Manlio Capitolino e il richiamo di Metello Numidico dall'esilio.